# 1973 (chanson)
Cet article concerne la chanson de James Blunt. Pour l'année 1973, voir 1973.
Singles de James Blunt
No Bravery Same Mistake
Pistes de All the Lost Souls
One of the brightest stars
1973 est le premier extrait de l'album studio All the Lost Souls de James Blunt.

## Sortie
Interprétée pour la première fois par Blunt durant sa tournée nord américaine de l'automne 2006, 1973 fut distribuée le 23 juillet 2007 à plusieurs stations de radio en vue de sa diffusion. Elle fut mise en téléchargement exclusivement sur le réseau Verizon Wireless aux États-Unis à cette même date. À partir du 7 août 2007, la chanson a été largement mise à disposition en téléchargement payant. Les versions CD et vinyles sont sorties le 3 septembre 2007.
Il existe quatre pochettes différentes pour ce titre. Sur les versions CD et 7 pouces (13,5 cm), le nom de James Blunt est écrit avec des photographies de diverses enseignes en néon. Sous son nom, on peut voir le titre de la chanson superposé sur une adaptation de la pochette de l'album All the Lost Souls, où plusieurs photographies de Blunt constituent le décor, mais cette fois-ci avec un filtrage ambré ; les photographies se trouvant sous le titre de la chanson sont mises en valeur. La pochette CD/DVD est similaire, mais le titre utilise une police de caractère différente et un filtre couleur rubis est utilisé. Dans la version promotionnelle, le nom de Blunt est écrit avec des lettres de néon et le titre se situe sur ce qui semble être une scène de théâtre. Ces pochettes ont été conçues par Bose Collins. La chanson a atteint la première place dans les hit-parades britannique et allemand le 21 août 2007.

### B-Sides
Dear Katie a été composée par Paul Beard, qui est au clavier pour Blunt depuis longtemps. Blunt s'y occupe du chant tandis que Beard fait les chœurs et joue du clavier. Beard a également mixé la chanson.
So Happy a été composée par Felix Howard et James Blunt. Howard a également participé à d'autres chansons pour d'autres artistes, dont Sugababes.
Annie a été composée par Blunt et Jimmy Hogarth. C'est également l'un des titres de l'album All the Lost Souls ; elle est interprétée lors de concerts depuis octobre 2006. Blunt et Hogarth ont collaboré sur plusieurs chansons par le passé, dont So Long Jimmy tirée de l'album Back to Bedlam. Le B-side est une version acoustique de la chanson, interprétée par Blunt et Paul Beard.

## Clip vidéo
La vidéo, dans laquelle un Blunt de notre époque se promène dans les rues des années 1970, reflète le ton nostalgique de la chanson. « Les années 1970 me semblent avoir été une époque d'excès et de grande flamboyance », dit-il, « mais aussi une manière de vivre en s'amusant ». La vidéo a été tournée dans les Universal Backlots à Los Angeles.

## Singles sortis sur CD

### CD1
1. 1973
2. Dear Katie

### CD2
1. 1973
2. Annie [En direct du Garden Shed]
3. So Happy [Version Single]
4. 1973 [Vidéo sur CD-Rom]

### 7″
A. 1973

B. So Happy

### Promotionnel
1. 1973 (Version radio)

## Accueil
La chanson est entrée en 4e position dans le UK Singles Chart, devenant le troisième single de James Blunt à figurer au top 10 et son cinquième single sorti à entrer dans le UK Singles Chart. En Suisse, la chanson a fait son entrée en 1re position, y devenant son second succès figurant au top 10. Elle a aussi été en 1re position au Venezuela.
Aux États-Unis, la chanson a fait sa première apparition dans le Bubbling Under Hot 100 Singles où elle a atteint la 2e place. Elle est ensuite entrée en 73e position dans le Billboard Hot 100 avec la sortie de l'album correspondant. Le titre a atteint la 77e place dans le Pop 100.
De 86e, la chanson est passée seconde dans le Billboard's European Hot 100 Singles. Elle est devenue la première de Blunt à être en 1re position dans le United World Chart.

## Classements
| Hit-parade                              | Meilleur classement |
| --------------------------------------- | ------------------- |
| Argentine Singles Chart                 | 8                   |
| Australian ARIA Singles Chart           | 11                  |
| Ö3 Austria Top 40,                      | 1                   |
| Belgium Singles Chart                   | 1                   |
| Brazil Singles Chart                    | 4                   |
| Canadian Hot 100 Singles Chart          | 13                  |
| Canada Download Chart                   | 11                  |
| Canada Airplay Chart                    | 18                  |
| Czech Singles Chart                     | 6                   |
| Denmark Singles Chart                   | 3                   |
| Estonia Singles Chart                   | 1                   |
| Europe Top 200                          | 1                   |
| Euro Air Play Top 100                   | 1                   |
| Finland Singles Chart                   | 10                  |
| German Singles Chart                    | 1                   |
| Greece Singles Chart                    | 4                   |
| Hong Kong Singles Chart                 | 1                   |
| Hungary Singles Chart                   | 11                  |
| Ibero América Singles Chart             | 27                  |
| Indonesia Singles Chart                 | 3                   |
| Italy Singles Chart                     | 1                   |
| Italy Top Digital Download Chart        | 2                   |
| Ireland Singles Chart                   | 5                   |
| Latin America Singles Chart             | 27                  |
| Latvian Airplay Top                     | 1                   |
| Lithuania Single Chart                  | 1                   |
| Luxembourg Single Chart                 | 2                   |
| Malta Singles Chart                     | 9                   |
| México Top 100 Singles Chart            | 30                  |
| Netherlands Singles Chart 1             | 8                   |
| Netherlands Singles Chart 2             | 2                   |
| Netherlands Antilles Singles Chart      | 3                   |
| New Zealand Singles Chart               | 16                  |
| Norway Singles Chart                    | 10                  |
| Poland Singles Chart                    | 3                   |
| Portugal Single Chart                   | 35                  |
| Romania Singles Chart                   | 31                  |
| Singapore Singles Chart                 | 3                   |
| Slovakia Singles Chart                  | 4                   |
| Slovenia Singles Chart                  | 2                   |
| South Korea Singles Chart               | 3                   |
| Spain Singles Chart                     | 18                  |
| Sweden Singles Chart                    | 7                   |
| Switzerland Singles Chart               | 1                   |
| Taiwan Singles Chart                    | 2                   |
| Thailand Singles Chart                  | 9                   |
| Tokyo Hot 100                           | 5                   |
| UK Singles Chart                        | 4                   |
| UK Download Chart                       | 4                   |
| Ukraine Airplay Chart                   | 3                   |
| U.S. Billboard European Hot 100 Singles | 1                   |
| U.S. Billboard Hot 100                  | 73                  |
| U.S. Billboard Hot Digital Songs        | 59                  |
| U.S. Billboard Pop 100                  | 77                  |
| Venezuela Singles Chart                 | 1                   |